# Královka
Ở độ cao 859 mét so với mực nước biển, Královka (tiếng Đức: Königshöhe) là một tháp quan sát bằng đá trên Đồi Nekras, trung tâm Dãy núi Jizera thuộc khu vực Janov nad Nisou, cách Bedřichov chưa đầy 1 km. Lên đỉnh tháp du khách cần vượt qua 102 bậc thang tương ứng với chiều dài tháp 23,5 m và đài quan sát là 20,5m.

## Lịch sử
Từ năm 1888 đến năm 1906, tại vị trí của tháp quan sát ban đầu là một ngôi nhà gỗ. Năm 1907, đài quan sát bằng đá xây dựng thế chỗ cho ngôi nhà lúc trước. Đến năm 1934, nhà hàng và nhà nghỉ mọc lên xung quanh ngọn tháp sau đám cháy của ngôi nhà công cộng (ngôi nhà xây dựng từ năm 1890) vào năm 1933.

## Tiếp cận tháp quan sát
Tòa tháp nằm trên tuyến đường chính nối liền các trung tâm du lịch và thể thao của Bedřichov và Hrabětice. Phương tiện di chuyển đến tháp cũng rất đa dạng như: đi bộ, trượt tuyết, xe đạp hoặc ô tô.
- Đi bộ - Đi theo đường mòn màu đỏ từ sân vận động trượt tuyết băng đồng hoặc đường mòn màu xanh từ Centrum Guest House (cách trung tâm thông tin du lịch 150 m về phía Jablonec nad Nisou).
- Đạp xe đạp - Người đi xe đạp có thể đi xe đạp số không. 3023 từ Bedřichov đến Nová louka hoặc đi từ Myslivecká Chata qua Lesní Bouda dọc theo con đường số. 3020 lên trên khoảng 1 km.
- Trượt ván - Có thể đi Đường mòn Jizera từ sân vận động trượt tuyết băng đồng vào mùa đông.
- Đi ô tô - Lái xe từ bãi đậu xe trung tâm ở Bedřichov theo hướng Nová louka. Có một bãi đậu xe hơi lớn tại Tháp Quan sát Královka.

## Nhìn từ tháp quan sát
Trên đỉnh toà tháp tầm nhìn có thể bao trùm toàn bộ sườn núi chính dãy Jizera, Ba Lan và Đức, thiên đường Bohemian, dãy núi khổng lồ, Ještěd, Jablonec nad Nisou và Bedřichov.